# Koninklijke Jongeneel
Koninklijke Jongeneel is een Utrechtse groothandel in hout, plaat- en bouwmaterialen met een landelijk netwerk van 43 vestigingen in Nederland. Jongeneel is een van de oudste bedrijven in Utrecht. Naast een specialisatie in hout is het assortiment de laatste jaren gegroeid met ook plaat-, bouwmaterialen en diverse services. 

## Geschiedenis
De oudste acte heeft betrekking op een transactie in 1797 en sinds 1851 met de aankoop van een houtzaagmolen was Jongeneel aan de Zeedijk in de wijk Pijlsweerd gevestigd. Eind februari 2009 verhuisde het hoofdkantoor van de Zeedijk naar de Atoomweg op het industrieterrein Lage Weide.
In 1971 werd Jongeneel overgenomen door de Deli Maatschappij, een handelsbedrijf dat in 1869 werd opgericht voor de verbouw en handel in tabak uit het oude sultanaat Deli op Sumatra.

## Overname
In 2015 verkocht aandeelhouder Deli het onderdeel Deli Building Supplies (DBS) aan PontMeyer. Koninklijke Jongeneel, met 43 vestigingen, en de importeurs Heuvelman Hout, RET Bouwproducten en Astrimex maakten onderdeel uit van DBS. DBS en PontMeyer gingen samen onder de nieuwe naam Timber and Building Supplies Holland. Samen hadden ze een jaarlijkse omzet van 600 miljoen euro en 1750 medewerkers in dienst.
Sinds 1997 heeft Jongeneel het predicaat Koninklijk.